# Bill Talbert
William "Bill" Franklin Talbert, född 4 september 1918, Cincinnati, Ohio, USA, död 28 februari 1999, var en amerikansk högerhänt tennisspelare som nådde störst framgångar som dubbelspelare. 

## Tenniskarriären
Bill Talbert var tillsammans med landsmannen Gardnar Mulloy USA:s bästa dubbelspelare under stora delar av 1940-talet. Tillsammans nådde paret finalen i Grand Slam-turneringen Amerikanska mästerskapen vid 6 tillfällen av vann 4 av dessa finaler. Han var också skicklig som singelspelare och nådde vid två tillfällen finalen i Amerikanska mästerskapen (1944 och 1945) som han båda gångerna förlorade till landsmannen Frank Parker. Han rankades i singel som en av USA:s 10 bästa spelare under stora delar av perioden 1941-54 och var dessutom rankad som världstrea 1949. 
Dubbelfinalen i Amerikanska mästerskapen 1946 blev mycket dramatisk. Talbert och Gardnar Mulloy lyckades vinna efter fem set över Frank Guernsey and Don McNeill med siffrorna 3-6, 6-4, 2-6, 6-3, 20-18. Det avgörande femte setet är det längsta som spelats i turneringens historia. I det femte setet hade Gurnsey/McNeill i ett skede matchboll i Talberts serve. Talbert slog en crossboll som svar på en serveretur av Guersey. Såväl publiken som de fyra spelarna tyckte att Talberts boll var ute, men linjedomaren reagerade inte, varför matchen fortsatte. Efter ytterligare 10 game lyckades Talbert/Mulloy slå in matchbollen.  
Tillsammans med Margaret Osborne duPont vann Talbert mixed dubbeltiteln i Amerikanska mästerskapen 4 år i rad (1943-46).
Bill Talbert deltog i det amerikanska Davis Cup-laget 1946, 1948, 1949 och 1951-53. Han var också lagets kapten 1952-57. Han vann 9 av 10 spelade matcher.

## Spelaren och personen
Bill Talbert led under hela sin aktiva tävlingskarriär av diabetes. Han är känd som en skicklig taktiker med en färnämlig volley och goda grundslag. 
Han har efter avslutad tävlingskarriär varit arrangör av US Open under flera säsonger.
Talbert har gett ut böckerna "The Game of Singles in Tennis" och "The Game of Doubles in Tennis". Han har också gett ut biografin "Playing for Life".
Bill Talbert upptogs 1967 i the International Tennis Hall of Fame.

## Grand Slam-titlar
- Franska mästerskapen
  - Dubbel - 1950
- Amerikanska mästerskapen
  - Dubbel - 1942, 1945, 1946, 1948
  - Mixed dubbel - 1943, 1944, 1945, 1946